# Maurice Anthony Biot
Pour les articles homonymes, voir Biot.
Maurice Anthony Biot (né le 25 mai 1905 à Anvers et mort le 12 septembre 1985 à Bruxelles) est un physicien américano-belge, fondateur de la théorie de la poroélasticité. Cette théorie apporte un fondement mathématique à la théorie de la consolidation.

## Biographie
Biot étudia à l’Université catholique de Louvain où il obtint successivement sa licence de philosophie (1927), puis le diplôme d'ingénieur des Mines (1929), et le doctorat ès Sciences (1931).
En 1932, il soutint une thèse de mécanique des fluides au CalTech sous la direction de Theodore von Kármán. Puis jusque dans les années 1940, Biot partagea son enseignement entre l’Université Harvard, l’Université catholique de Louvain, l’Université Columbia et l’Université Brown, avant de s'établir comme consultant auprès de compagnies pétrolières et d'agences parapubliques. C'est au cours de ces années, entre 1932 et 1942, qu'il imagina et perfectionna la « méthode du spectre de réponse » (RSM) en génie parasismique dont George W. Housner se fera le héraut par la suite.
De 1935 à 1962, Biot publia toute une série d'articles qui jetaient les bases de la poroélasticité linéaire (appelée aujourd'hui « modèle de Biot »). Ce couplage entre la loi de Darcy et la loi de Hooke, inspiré de la thermoélasticité, décrit le comportement mécanique des milieux poreux saturés. Biot apporta en outre d'importantes contributions à l’aérodynamique, à la thermodynamique des processus irréversibles, à la théorie des transferts thermiques, à la viscoélasticité et à la thermoélasticité.
Biot s’intéressait aux signalements d'objets volants non-identifiés, et dans une interview au magazine Life de 1952, il se montre favorable à l'Hypothèse extraterrestre.
Biot a été récompensé par la Médaille Timoshenko (1962) et a été élu Fellow de l’Académie américaine des arts et des sciences la même année; il était également membre de l'Académie Royale de Belgique.